# Brassica oleracea var. sabauda
La col de Saboya o col de Milán (Brassica oleracea var. sabauda L.) es una variedad de col muy habitual en Europa (es originaria de Italia) que se puede cultivar durante todo el año. Uno de los principales usos de esta col es el culinario, donde se suele preparar hervida. Se considera que de entre todas las coles es la que posee unas hojas más tiernas y dulces de sabor.

## Característica
Tiene un conjunto de hojas oscuras de color verde que se van poniendo más claras hasta llegar a un verde-amarillento a medida que se penetra en el cogollo de la planta.
La col rizada es la variedad Brassica oleracea var. sabellica L. La col verde de hojas rizadas es propia de los países de la Europa central (Eslovaquia, República Checa, Hungría y también en algunos regiones de Austria y Alemania).

## Usos

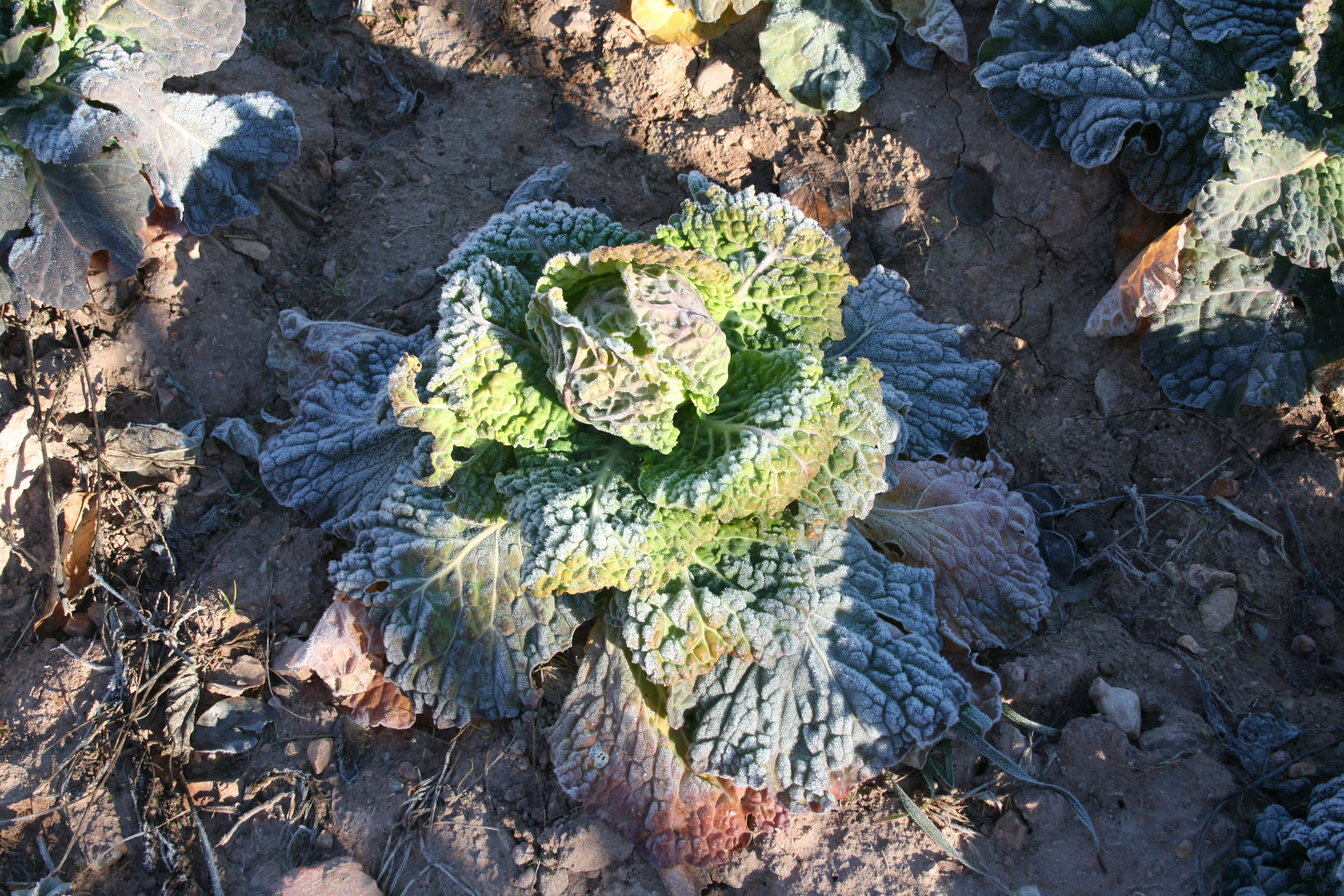

Se emplea en la cocina de algunos países europeos desde el sur: cocina italiana, hasta el norte: holanda, alemana (en Alemania se comen cerca de 50.000 toneladas al año) y en Hungría y Eslovaquia se prepara siempre cocida en forma de salsa y servida como acompañamiento de carnes. También es parte de las verduras para el caldo de verduras y carne de ternera. Se suele recoger en las últimas semanas de otoño porque aguanta las heladas sin dañarse.